# باربارا جو آلن
باربارا جو آلن (انگلیسی: Barbara Jo Allen؛ ۲ سپتامبر ۱۹۰۶ – ۱۴ سپتامبر ۱۹۷۴) یک هنرپیشه اهل ایالات متحده آمریکا بود. وی بین سال‌های ۱۹۳۷ تا ۱۹۶۳ میلادی فعالیت می‌کرد.
از فیلم‌ها یا برنامه‌های تلویزیونی که وی در آن نقش داشته است می‌توان به زیبای خفته و جنس مخالف اشاره کرد.